# Aeroporto de Jardim
O Aeroporto Municipal de Jardim (IATA: ***, ICAO: SSJI) é um aeroporto localizado na cidade de Jardim em Mato Grosso do Sul. Situado a 196 quilômetros da capital Campo Grande.